# Palazzo del Podestà (Città di Castello)
Pour les articles homonymes, voir Palazzo del Podestà.

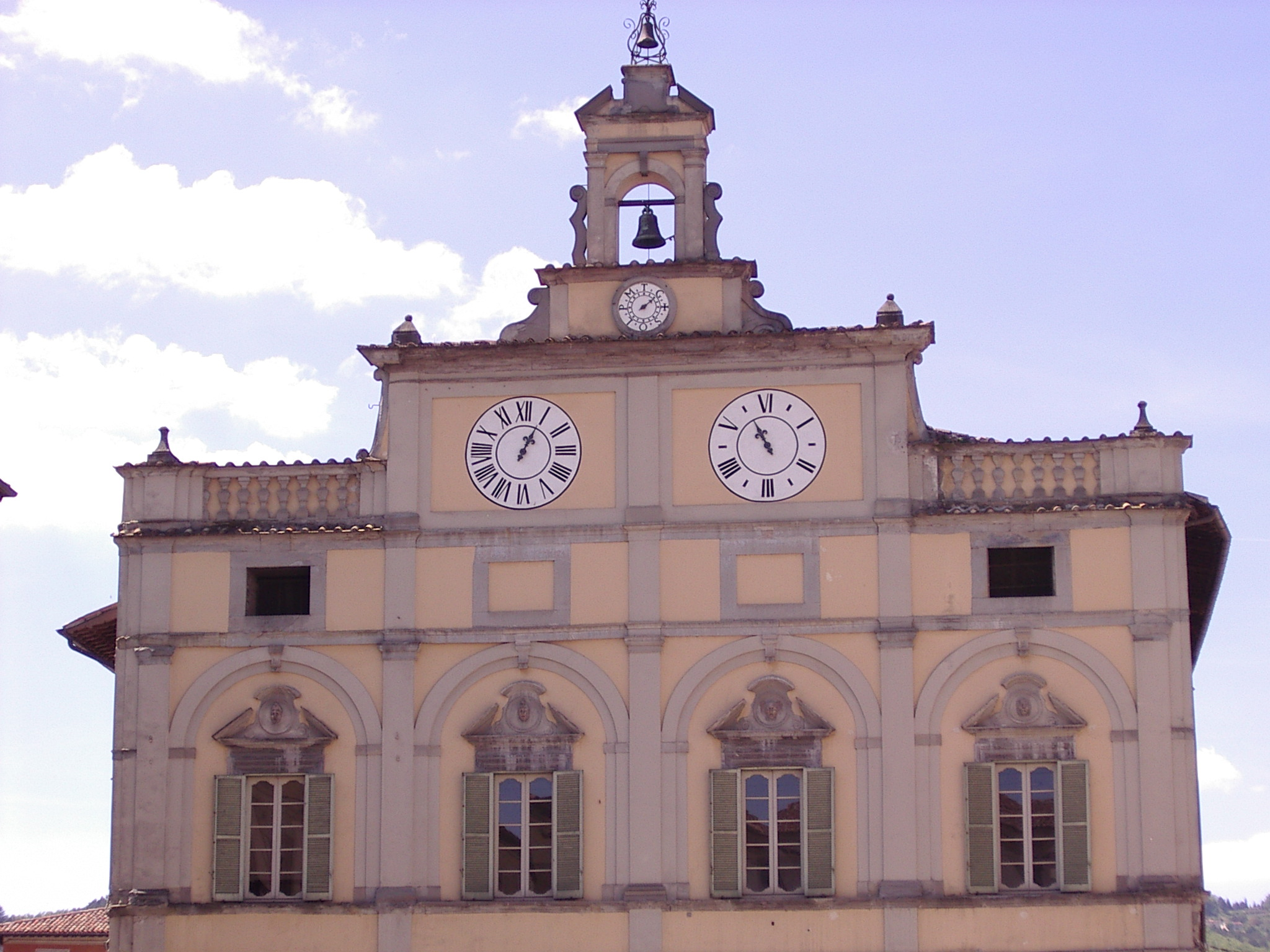
La façade du palais côté Piazza Matteotti.

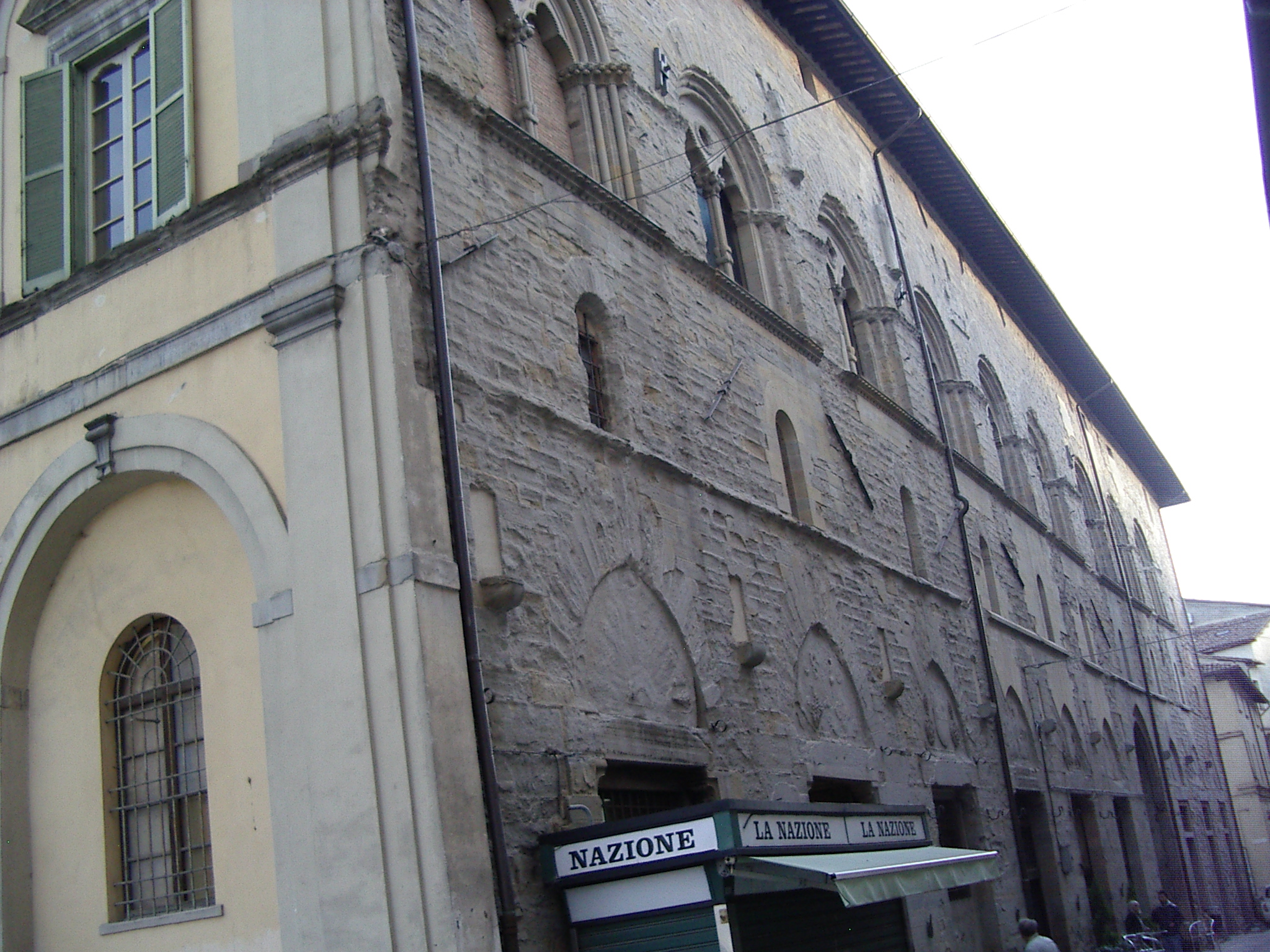
Partie côté Corso Cavour

Le Palazzo del Podestà  est un palais de Città di Castello dans la province de Pérouse en Ombrie (Italie), dont la construction remonte à la première moitié du XIVe siècle.

## Historique
Le Palazzo del Podestà, qui se trouve principalement Piazza Matteotti, est attribué à Angelo da Orvieto et était à l'origine totalement en pierre. Le palais a probablement été construit par la famille Tarlati di Pietramala, seigneurs de Città di Castello entre 1324 et 1335, et achevé en 1368.
Afin de créer de l'espace devant le Palazzo Vitelli in Piazza, la façade du Palazzo del Podestà, comme les autres constructions, fut abattue par la volonté  d'Alessandro Vitelli vers 1545, car son escalier monumental arrivait pratiquement au centre de la place.

## Description
La partie du palais se trouvant face à la place a été modifiée au cours du XVIIe siècle,  la partie côté Corso Cavour en pietra arenaria et en style gothique est la seule restant intègre. Cette partie est ornée par neuf voûtes ogivales ouvertes en arc brisé avec lunettes enrichies de blasons et frises en pierre au rez-de-chaussée et de fenêtres géminées au piano nobile. Une arcade plus ample délimite le portail principal qui communique avec une loge du XVIIe siècle qui s'ouvre sur la Piazza Fanti.
La façade qui donne sur la Piazza Matteotti, de style néoclassique, caractérisée par une double horloge des heures et minutes et le quadrant de la rose des vents, a été achevée par Nicola Barbioni en 1687.
Les loges donnant sur la Piazza Fanti datent de 1620-1621.
L’unique restauration, qui concerna uniquement les fenêtres bifores, date de 1921.

## Sources
- Voir liens externes